# 艾菲裸眼蜥属
艾菲裸眼蜥属（学名：Iphisa）是裸眼蜥科的一属。

## 下属物种
本属包括以下物种：
- Iphisa elegans Gray, 1851